# Teorema de Donsker
Em teoria da probabilidade, o teorema de Donsker (também conhecido como princípio da invariância de Donsker, ou teorema central do limite funcional), em homenagem ao matemático Monroe D. Donsker, é uma extensão funcional do teorema central do limite.

## Definição formal
Seja {\displaystyle X_{1},X_{2},X_{3},\ldots } uma sequência de variáveis aleatórias independentes e identicamente distribuídas (i.i.d.) com média 0 e variância 1. Seja {\displaystyle S_{n}:=\sum _{i=1}^{n}X_{i}}. O processo estocástico {\displaystyle S:=(S_{n})_{n\in \mathbb {N} }} é conhecido como um passeio aleatório. Definindo o passeio aleatório escalado por
{\displaystyle W^{(n)}(t):={\frac {S_{\lfloor nt\rfloor }}{\sqrt {n}}},\qquad t\in [0,1].}
O teorema central do limite afirma que {\displaystyle W^{(n)}(1)} converge em distribuição para uma variável aleatória gaussiana padrão {\displaystyle W(1)} conforme {\displaystyle n\to \infty }. O princípio da invariância de Donsker extende essa convergência para toda a função {\displaystyle W^{(n)}:=(W^{(n)}(t))_{t\in [0,1]}}. Mais precisamente, em sua forma moderna, o princípio da invariância de Donsker afirma que: com variáveis aleatórias tomando valores no espaço de Skorokhod {\displaystyle {\mathcal {D}}[0,1]}, a função aleatória {\displaystyle W^{(n)}} converge em distribuição para um movimento browniano padrão {\displaystyle W:=(W(t))_{t\in [0,1]}} conforme {\displaystyle n\to \infty .}
Seja {\displaystyle F_{n}} a função distribuição empírica da sequência das variáveis aleatórias i.i.d. {\displaystyle X_{1},X_{2},X_{3},\ldots } com função de distribuição {\displaystyle F}. Definindo a versão centrada e reduzida de {\displaystyle F_{n}} por
{\displaystyle G_{n}(x)={\sqrt {n}}(F_{n}(x)-F(x))\,}
indexadas por {\displaystyle x\in \mathbb {R} }. Pelo teorema central do limite clássico, para {\displaystyle x} fixo, a variável aleatória {\displaystyle G_{n}(x)} converge em distribuição para uma variável aleatória gaussiana normal {\displaystyle G(x)}, com média zero e variância de {\displaystyle F(x)(1-(F(x))} conforme o tamanho da amostra {\displaystyle n} cresce.
Teorema (Donsker, Skorokhod, Kolmogorov) — A sequência de Gn(x), como elementos aleatórios do espaço de Skorokhod {\displaystyle {\mathcal {D}}(-\infty ,\infty )}, converge em distribuição para um processo gaussiano G com média zero e covariância dada por
{\displaystyle \operatorname {cov} [G(s),G(t)]=E[G(s)G(t)]=\min\{F(s),F(t)\}-F(s)F(t).\,}
O processo {\displaystyle G(x)} pode ser escrito como {\displaystyle B(F(x))}, onde {\displaystyle B} é uma ponte browniana padrão no intervalo unitário.

## História
Em 1933, Kolmogorov mostrou que, quando {\displaystyle F} é contínuo, o supremo {\textstyle \sup _{t}G_{n}(t)} e o supremo de valor absoluto, {\textstyle \sup _{t}|G_{n}(t)|} converge em distribuição para as leis dos mesmos funcionais da ponte browniana {\displaystyle B(t)}. Doob, em 1949, perguntou se a convergência em distribuição se mantinha para funcionais mais gerais, assim formulando um problema de convergência fraca de funções aleatórias em um espaço de função adequado.
Em 1952, Donsker afirmou e provou, apesar de com falhas, uma extensão geral para a abordagem heurística de Doob-Kolmogorov. No artigo original, Donsker provou que a convergência na lei de {\displaystyle G_{n}} para a ponte browniana se mantém para distribuições uniformes {\displaystyle [0,1]} com relação à convergência uniforme em {\displaystyle t} sobre o intervalo {\displaystyle [0,1]}.
No entanto, a formulação de Donsker não estava totalmente correta, por conta do problema da mensurabilidade dos funcionais de processos descontínuos. Em 1956, Skorokhod e Kolmogorov definiram uma métrica separável {\displaystyle d}, chamada métrica de Skorokhod, no espaço de funções càdlàg em {\displaystyle [0,1]}, tal que a convergência para {\displaystyle d} para uma função contínua é equivalente a convergência para o supremo da norma, e mostrou que {\displaystyle G_{n}} converge na lei em {\displaystyle {\mathcal {D}}[0,1]} para a ponte browniana.
Mais tarde, Dudley reformulou o resultado de Donsker para evitar o problema de mensurabilidade e a necessidade da métrica de Skorokhod. Pode-se provar que existe {\displaystyle X_{i}}, i.i.d. uniforme em {\displaystyle [0,1]} e uma seqüência de pontes brownianas {\displaystyle B_{n}} de amostragem contínua, tais que
{\displaystyle \|G_{n}-B_{n}\|_{\infty }}
é mensurável e converge em probabilidade para 0. Uma versão melhorada deste resultado, que fornece mais detalhes sobre a taxa de convergência, é a aproximação de Komlós–Major–Tusnády.